# Penobscot Marine Museum
Le Penobscot Marine Museum situé à Searsport, en baie de Penobscot dans le Maine, est le plus ancien musée maritime de l'État du Maine et est conçu pour préserver et éduquer les gens sur la riche et unique histoire maritime et de construction navale du Maine et de Searsport. Il a été fondé en 1936 et est situé au 5 Church Street dans le centre de Searsport.

## Description
Le campus du musée est composé de deux sections. Le cœur d'origine du campus est situé des deux côtés de Church Street  accessible par U.S. Route 1. En plus de ces bâtiments, le musée s'est agrandi en trois bâtiments attenants du côté nord de la rue.
Conçu comme un village marin unique du XIXe siècle, le musée comprend treize bâtiments historiques et modernes, abrite une galerie d'exposition moderne présentant des expositions annuelles et abrite une bibliothèque et des archives d'importance régionale axées sur l'histoire maritime et la généalogie régionale. Huit des bâtiments du musée sont inscrits au registre national des lieux historiques, cinq dans le cadre d'une liste dédiée au musée et trois dans le cadre du Searsport Historic District (en) (quartier historique de Searsport). Parmi les collections se trouvent d'importantes archives photographiques qui comprennent des négatifs sur plaque de verre documentant la vie en Nouvelle-Angleterre et à New York de 1909 à 1947 prises par la Eastern Illustrating & Publishing Company. Les photographies sont numérisées et rendues disponibles en ligne pour la recherche et l'accès.

## Bâtiments du campus
- Centre d'admission
- Galerie de la rue principale
- Centre d'éducation sauvage[6]
- Première église congrégationaliste de Searsport (église active sur le campus du musée)
- Captain Jeremiah Merithew House (maison du capitaine de la marine du milieu du XIXe siècle)[7]
- Ancienne sacristie
- Galerie commémorative Douglas et Margaret Carver
- Bibliothèque commémorative Stephen Phillips
- Ancien hôtel de ville (1845)
- Maison Duncan
- Grange à bateaux Duncan
- Hangar à bateaux
- Cour dans la cour
- Grange à calèche Ross
- Grange Fowler-True-Ross
- Maison Fowler-True-Ross (XIXe siècle)[8]

## Galerie
|                         |
| Carver Memorial Library |

|                    |
| W. McGilvery House |

|                                       |
| Maison du Searsport Historic District |

|                     |
| Un tableau du musée |